# Club Atlético Alto Perú
O Club Atlético Alto Perú é um clube de futebol uruguaio, fundado em 1º de maio de 1940 e com sede no bairro Malvín Norte, em Montevidéu.
Compete desde 1996 na Primera Divisional C, a terceira divisão do Campeonato Uruguaio.

## História
O Club Atlético Alto Perú foi fundado em 1º de maio de 1940. Nasceu por iniciativa de um grupo de jovens moradores da região próxima as avenidas Italia e Alto Perú, no bairro Malvín Norte, em Montevidéu. Com raízes ligadas ao anarquismo, o clube adotou como cores oficiais o vermelho e o preto, em referência direta à ideologia de seus fundadores. Como muitos clubes de sua época, iniciou sua trajetória nas ligas amadoras de bairro, disputando torneios na Liga El Diario, Rodelú e na Liga Malvín.
O ingresso oficial na Associação Uruguaia de Futebol (AUF) aconteceu apenas em 1961, quando passou a disputar a Divisão Extra "B" (División Extra "B"), considerada a quinta divisão do futebol nacional na época. Três anos depois, em 1964, conquistou o título da categoria e subiu para a Extra "A" (quarto nível). No ano seguinte, já em sua estreia na nova divisão, sagrou-se campeão novamente, garantindo o segundo acesso consecutivo — desta vez à Divisão Intermediária (Divisional Intermedia), então terceira divisão do Campeonato Uruguaio. O primeiro grande salto aconteceu em 1968, com o título do Intermedia, que garantiu o acesso à Primeira "B" (segunda divisão) para a temporada de 1969.
Já em 1979, a equipe voltou a conquistar um título importante: venceu o Torneio Especial Classificatório da Primeira "C", o que garantiu seu retorno à segunda divisão. Entre 1979 e 1981, fez boas campanhas na Primeira "B", com destaque para o quarto lugar geral em 1981. Naquele ano, chegou a disputar um mata-mata de desempate com outros três clubes pela liderança da segunda fase, terminando como vice — atrás do campeão La Luz. No entanto, o desempenho não foi suficiente para evitar a queda: mesmo com a boa colocação geral, o baixo aproveitamento na tabela de rebaixamento o levou a disputar uma repescagem de seis equipes, do qual apenas uma escaparia da queda. O Salus levou a melhor no confronto pela permanência, e o Alto Perú acabou rebaixado, retornando à Primera "C" do Campeonato Urugaio, onde permanece desde então.
Em campo, a última grande campanha aconteceu em 2006, quando o time foi campeão do Torneio Apertura, mas acabou derrotado na final anual pelo Boston River por 1–0.

## Participações
- Atualizado até a temporada de 2025

| Competição                             | Total | Ano(s)                                 |
| -------------------------------------- | ----- | -------------------------------------- |
| Campeonato Uruguaio ― Primeira Divisão | 0     | nenhum                                 |
| Campeonato Uruguaio ― Segunda Divisão  | 4     | 1969, 1979–1981                        |
| Campeonato Uruguaio ― Terceira Divisão | 54    | 1966–1968, 1970–1978, 1982–1994, 1996– |

## Títulos

### Nacionais
| Competição                             | Total | Ano(s) |
| -------------------------------------- | ----- | ------ |
| Campeonato Uruguaio ― Primeira Divisão | 0     | nenhum |
| Campeonato Uruguaio ― Segunda Divisão  | 0     | nenhum |
| Campeonato Uruguaio ― Terceira Divisão | 1     | 1968   |
| Campeonato Uruguaio ― Quarta Divisão   | 1     | 1965   |
| Campeonato Uruguaio ― Quinta Divisão   | 1     | 1964   |